# Clifford Brown
Clifford Benjamin Brown (født 30. oktober 1930 i Wilmington, Delaware, død 26. juni 1956 på motorvejen mellem Pennsylvania og Chicago) var en amerikansk trompetist. 
Brown var hardbop trompetist og inspireret af Fats Navarro. 
Han spillede med Tadd Dameron, Lionel Hampton og Art Blakeys jazz messengers, indtil han sidst i 1950'erne formede en kvintet med trommeslageren Max Roach.
Denne gruppe var en innovativ gruppe i 1950'erne, men dens levetid blev kortvarig, da Brown omkom ved et trafikuheld i 1956 kun 25 år gammel. 
Brown var innovator i hardbop-stilen og hører til gruppen af de mest betydningsfulde trompetister i jazzens historie.[kilde mangler]